# On Your Mark
On Your Mark (яп. オン・ユア・マーク Он юа ма:ку, «На старт!») — аниме-клип режиссёра Хаяо Миядзаки на одноимённую песню японского рок-дуэта Chage and Aska, являвшегося в те годы самой популярной поп-группой Азии. Снят студией «Гибли» в 1995 году.
Автором сценария является Хаяо Миядзаки, музыку к клипу сочинил Рё Хияма, вокальные партии исполнили: Chage — Сибата Сюдзи, Рё Аска — Сигэаки Миядзаки.

## Сюжет
Действие происходит в будущем, в городе, расположенном неподалёку от разрушенной и заключенной в саркофаг АЭС. Однажды двое полицейских из группы спецназа, штурмуя штаб-квартиру террористического религиозного культа, обнаружили томящуюся у фанатиков в плену живую крылатую девушку-ангела. Правительственные учёные в защитных костюмах сразу забирают её в исследовательскую лабораторию. Полицейские похищают ангела и отпускают на волю, в свободное небо.
Сюжет клипа содержит несколько последовательных «откатов» назад, при этом в каждом последующем продолжении исправляется сюжет предыдущего: в первом варианте полицейские отпускают девушку сразу после того, как находят; во втором варианте её больную забирают учёные, полицейские организуют похищение, но в его ходе падают вместе с машиной с разрушенного моста; в последнем варианте они благополучно скрываются от погони и отпускают крылатую девушку в небо.

## Интересные факты
- Ситуация в видео была навеяна чернобыльской катастрофой. В одном из интервью Миядзаки подтвердил: «Большое строение в конце и начале фильма — саркофаг ЧАЭС»[1][2].
- В начале клипа и после похищения (около 5:45, так как некоторые версии видео, попадающиеся в поисковых системах — пиратские, со смещением на несколько секунд), камера показывает проносящееся мимо на заднем плане большое строение, на мелькающем дорожном знаке написано по-русски «Опасно» и «Обочине». Возможно, дорожный знак был взят с фотографии репортера Игоря Костина, работавшего в Чернобыле в период ликвидации.
- Бледная крылатая девушка в видео сильно напоминает Навсикаю, героиню другой работы Хаяо. Среди критиков часто отмечается, что Миядзаки в этом клипе «отпустил Навсикаю к солнечному синему небу, которому она принадлежала». Это видео вышло сразу после завершения выпуска манги «Навсикая из Долины Ветров», начавшей издаваться за 12 лет до него.
- Двое парней — очевидно, подразумеваются сами участники дуэта Chage & Aska. Один из них (тот, что носит полицейскую фуражку) изображается храбрым и заботливым, в то время как второй (в тёмных очках и шлеме; очевидно Chage, как можно судить по надписи на его кружке и тому, что в реальной жизни он всегда носит очки и фетровую шляпу) непосредственен и очень добр, прекрасно разбирается в электронике[2].
- Хаяо Миядзаки отрицает какую-либо связь вымышленного культа из фильма с террористической организацией Аум Синрикё, хотя год создания фильма и самой известной террористической атаки данной организации совпадает.
- Дата начала работы над фильмом, 5 января (1995 г.) — день рождения Хаяо Миядзаки.